# 阿麦德·萨拉·霍斯尼
阿麦德·萨拉·霍斯尼（Ahmed Salah Hosny，1979年7月11日—），也被称作阿布，是埃及职业足球运动员，司职前锋，现效力于中国足球超级联赛球会浙江綠城队。